# Miên Du
Miên Du (chữ Hán: 綿愉; 8 tháng 3, 1814 - 9 tháng 1, 1865), Ái Tân Giác La, là Hoàng tử thứ 5 cũng là Hoàng tử nhỏ nhất của Thanh Nhân Tông Gia Khánh Đế. Ông được phân vào Tương Lam kỳ, thuộc Hữu dực cận chi Tương Lam kỳ Đệ nhất tộc.

## Cuộc đời
Miên Du sinh vào giờ Sửu, ngày 17 tháng 2 (âm lịch) năm Gia Khánh thứ 19 (1814), là em ruột của Hoàng bát nữ và Cố Luân Tuệ Mẫn Công chúa (固伦慧愍公主) nhưng cả hai đều qua đời khi chưa trưởng thành. Sinh mẫu của ông là Cung Thuận Hoàng quý phi, một phi tần xuất thân hiển hách của Gia Khánh Đế. Năm Gia Khánh thứ 25 (1820), tháng 7, Đạo Quang Đế lên ngôi, Miên Du được phong Huệ Quận vương (惠郡王) khi mới 6 tuổi. Theo lệ cũ, các Quận vương, Thân vương chưa đến tuổi chỉ nhận một nửa bổng lộc (như Dịch Chí, con trai Miên Hân), nhưng năm Đạo Quang thứ 9 (1829), Miên Du được nhận toàn bộ bổng lộc. Năm thứ 15 (1835), tháng 6, ông quản lý sự vụ Ngự thư xứ của Võ Anh điện. Năm thứ 16 (1836), tháng 9, ông nhậm chức Đô thống Mông Cổ Tương Lam kỳ. Năm thứ 18 (1838), tháng 6, quản lý sự vụ Tả hữu Lưỡng dực Tông học. Năm thứ 19 (1839), ông được tấn phong Huệ Thân vương (惠亲王). Năm thứ 20 (1840), tháng giêng, nhậm Duyệt binh Đại thần, điều làm Đô thống Mãn Châu Chính Bạch kỳ. Năm thứ 26 (1846), tháng 9, ông nhậm chức Tổng Am đạt (总谙达), hành tẩu tại Nội đình.
Năm Hàm Phong nguyên niên (1851), tháng giêng, điều làm Đô thống Mãn Châu Tương Hoàng kỳ. Năm thứ 2 (1852), tháng giêng, ông được phép ngồi kiệu hai người khiêng trong Tử Cấm Thành. Tháng 4, quản lý sự vụ Tương Hoàng kỳ Giác La học. Năm thứ 3 (1853), Miên Du được thưởng Long quái ngự dụng. Cùng năm, quân đội Thái Bình Thiên Quốc đánh đến vùng ngoại ô Bắc Kinh, Miên Du được phong "Đại Tướng quân", ban Duệ Tiệp đao thống lĩnh các doanh Kiện Duệ, Hỏa khí, Tiên phong, Hộ quân, Tuần bổ, cùng quân đội Sát Cáp Nhĩ, Triết Lý Mộc, Trác Tác Đồ, Chiêu Ô Đạt, do Khoa Nhĩ Thẩm Quận vương Tăng Cách Lâm Thấm đốc thúc, tiến hành phòng thủ. Tăng Cách Lăng Thấm xuất quân đóng tại Trác Châu, Miên Du lưu lại trấn thủ Kinh sư. Năm thứ 4 (1854), tháng giêng, Hàm Phong Đế ra chỉ dụ, ngoại trừ những lúc Triều hội Đại điển, còn lại những lúc triệu kiến biệt điện ông đều được ban tọa. Năm thứ 7 (1857), quân đội Anh và Pháp đến Thiên Tân, Tăng Cách Lâm Thấm được phái đến phòng ngự, Miên Du cùng Di Thân vương Tái Viên, Trịnh Thân vương Đoan Hoa, Thượng thư Túc Thuận bàn bạc thương lượng.
Năm Đồng Trị thứ 3 (1864), ngày 12 tháng 12, Miên Du qua đời, thọ 50 tuổi. Ngày ông qua đời, Đồng Trị Đế khâm mệnh ban thưởng Đà La kinh bị, mệnh cho Đôn Thân vương Dịch Thông đi trước tế điện. Ngày 13, lại phái Cung Thân vương Dịch Hân đến tế điện, ban thưởng 5 ngàn lượng để lo tang sự, truy thụy là Huệ Đoan Thân vương (惠端亲王). Ngày 17, Đồng Trị Đế đích thân đến tế điện.

## Tác phẩm văn học
- Ái Nhật Trai tập (爱日斋集).

## Gia quyến

### Thê thiếp
- Nguyên phối: Qua Nhĩ Giai thị (瓜爾佳氏), con gái của Lang trung Bác Lâm Ngạch (博林額).
- Kế thất: Qua Nhĩ Giai thị (瓜爾佳氏), con gái của Đại học sĩ Quế Lương (桂良).
- Trắc Phúc tấn:
  - Dương Giai thị (楊佳氏), con gái của Hằng Kiệt (恆傑).
  - Lý Giai thị (李佳氏), con gái của Khốc Sơn (靠山).
  - Tạ Giai thị (謝佳氏), con gái của Y Lâm Bố (伊林布).

### Con trai
1. Trưởng tử (1835 - 1835), mẹ là Đích Phúc tấn Qua Nhĩ Giai thị. Chết yểu.
2. Nhị tử (1838 - 1838), mẹ là Trắc Phúc tấn Lý Giai thị. Chết ngay sau khi sinh.
3. Dịch Thành (奕誠; 1845 - 1847), mẹ là Trắc Phúc tấn Tạ Giai thị. Chết yểu.
4. Dịch Tuân (奕詢; 1849 - 1871), mẹ là Trắc Phúc tấn Tạ Giai thị. Được phong làm Phụng ân Trấn quốc công (奉恩鎭國公). Vô tự.
5. Dịch Tường (奕詳; 1849 - 1886), mẹ là Kế Phúc tấn Qua Nhĩ Giai thị. Năm 1865 được tập tước Huệ Thân vương (惠親王). Sau khi qua đời được truy thụy Huệ Kính Quận vương (惠敬郡王). Có hai con trai.
6. Dịch Mô (奕謨; 1850 - 1905), mẹ là Trắc Phúc tấn Dương Giai thị. Được phong làm Bối tử (貝子). Vô tự.